# Fidra (yacht)
Fidra var en yacht, som  åren 1920–1922 gjorde en världsomsegling med svensk besättning av sjöofficerare och yrkessjömän.

## Byggnad
Fidra byggdes i England för Lord Dunravens räkning, känd för sina America's Cup-utmanare och fick då namnet Cariad. Den andre ägaren Frank Chaplin ändrade namnet till Fidra efter ön Fidra i Skottland. Hon köptes år 1919 av Sune Tamm.

## Världsomsegling
Världsomseglingen gjordes med start och mål i Karlskrona och gick via Magellans sund över Stilla havet till Japan och åter via Suezkanalen.